# 千田稔 (歴史地理学者)
千田 稔（せんだ みのる、1942年10月3日 - ）は、日本の地理学者（歴史地理学）。
奈良県立図書情報館館長、帝塚山大学特別客員教授、国際日本文化研究センター名誉教授。学位は（京都大学・1992年）。

## 経歴
1942年、奈良県で生まれた。京都大学文学部で学び、1966年に卒業。京都大学大学院文学研究科地理学専攻に進学し、1970年に博士課程を中退。
同1970年、追手門学院大学文学部講師に就いた。1975年、同助教授に昇格。1976年、奈良女子大学文学部助教授に転じた。1989年、同教授に昇格。1992年、学位論文『古代日本の歴史地理学的研究』を京都大学に提出して文学博士号を取得。1995年からは国際日本文化研究センター教授となった。2008年に国際日本文化研究センターを定年退職し、名誉教授となった。2011年より帝塚山大学特別客員教授を務めている
学外における役職・委員
- 奈良県立図書情報館館長
- 平城遷都1300年記念事業協会理事
- 人文地理学会会長（2002年11月 - 2006年10月）

## 受賞・栄典
- 1994年：浜田青陵賞。古代日本の歴史地理学的研究についての業績により。
- 2007年：奈良新聞文化賞を受賞[2]。
- 2021年：瑞宝中綬章[3][4][5]。

## 著書
単著
- 『埋れた港』学生社 1974
  - 改題『埋もれた港』小学館ライブラリー 2001
- 『飛鳥への古道：古景巡礼』（そしえて、風土と歴史をあるく） 1984年
- 『鬼神への鎮魂歌：謎の藤ノ木古墳と聖徳太子』(古代を検証する)学習研究社 1990
  - 改題『聖徳太子と斑鳩』学研M文庫 2001年
- 『宮都の風光：唐文明の導入』角川書店 1990
- 『うずまきは語る：迷宮への求心性』福武書店 1991
- 『古代日本の歴史地理学的研究』岩波書店 1991
- 『風景の構図：地理的素描』地人書房 1992
- 『天平の僧 行基：異能僧をめぐる土地と人』中公新書 1994
- 『風景の考古学』地人書房 1996
- 『平城京の風景：人物と史跡でたどる青丹よし奈良の都』(古代三都を歩く)文英堂 1997
- 『王権の海』角川選書 1998
- 『高千穂幻想：「国家」を背負った背景』PHP新書 1999
- 『邪馬台国と古代日本』NHKブックス 2000
- 『飛鳥：水の王朝』中公新書 2001
- 『地名の巨人吉田東伍：大日本地名辞書の誕生』角川叢書 2003
- 『古代日本の王権空間』吉川弘文館 2004[6]
- 『伊勢神宮：東アジアのアマテラス』中公新書 2005
  - 再版「読みなおす日本史」 吉川弘文館 2022[7]
- 『地球儀の社会史：愛しくも、物憂げな球体』ナカニシヤ出版 2005
- 『古代の風景へ』東方出版 2007
- 『平城京遷都 女帝・皇后と「ヤマト」の時代』中公新書 2008
  - 再版「読みなおす日本史」シリーズ（吉川弘文館） 2024[8]
- 『飛鳥の覇者：推古朝と斉明朝の時代』文英堂 2011
- 『こまやかな文明･日本』NTT出版 2011
- 『まほろばの国から 1』飛鳥書房 2012
- 『古事記の奈良大和路』（東方出版） 2012[9]
- 『古事記の宇宙（コスモス）：神と自然』中公新書 2013[10]
- 『古代天皇誌』東方出版 2016年[11]
- 『カラー版 古代飛鳥を歩く』中公新書 2016[12]
- 『聖徳太子と斑鳩三寺』(人をあるく) 吉川弘文館 2016[13]
- 『奈良・大和を愛したあなたへ』東方出版 2017[14]

共著
- 『日本の道教遺跡』（福永光司・高橋徹共著、朝日新聞社 1987
  - 改題『日本の道教遺跡を歩く：陰陽道・修験道のルーツもここにあった』朝日選書 2003
- 『日本史を彩る道教の謎：日本の習俗・信仰に潜む中国道教の痕跡』高橋徹共著、日本文芸社 1991
- 『三輪山の古代史』上野誠・門脇禎二・塚口義信・和田萃共著、学生社 2003
- 『聖徳太子の歴史を読む』上田正昭共著、文英堂 2008年
- 『三輪山と卑弥呼・神武天皇』笠井敏光・金関恕・塚口義信・前田晴人・和田萃共著、学生社） 2008年

編著
- 『環シナ海文化と古代日本』（人文書院） 1990年
- 『海の古代史：東アジア地中海考』（角川選書） 2002年
- 『アジアの時代の地理学：伝統と変革』（古今書院） 2008年
- 『関西を創造する』（和泉書院） 2008年

共編著
- 『飛鳥・藤原京の謎を掘る』金子裕之共著、文英堂 2000
- 『亀の考古学』宇野隆夫共著、東方出版 2001
- 『風景の辞典』前田良一, 内田忠賢、古今書院 2001
- 『東アジアと『半島空間』： 山東半島と遼東半島』宇野隆夫共著、思文閣出版 2003
- 『京都 まちかど遺産めぐり なにげない風景から歴史を読み取る』本多健一・飯塚隆藤・鈴木耕太郎共著、ナカニシヤ出版 2014

監修
- 『別冊太陽 日本のこころ 平城京』平凡社 2009年12月
- 『図説 地図とあらすじでわかる! 邪馬台国』（青春新書INTELLIGENCE） 2010
- 『古代日本のルーツに迫る! 聖徳太子』（青春新書INTELLIGENCE） 2010
- フジテレビ系列にて放送されたテレビドラマ『鹿男あをによし』－歴史監修を担当した。

TVシンポジウム
- TVシンポジウム「不比等が造る国のかたち～日本書紀1300年～」（2021年4月3日、NHK Eテレ）[15]